# Stanisław Poniatowski (podskarbi litewski)

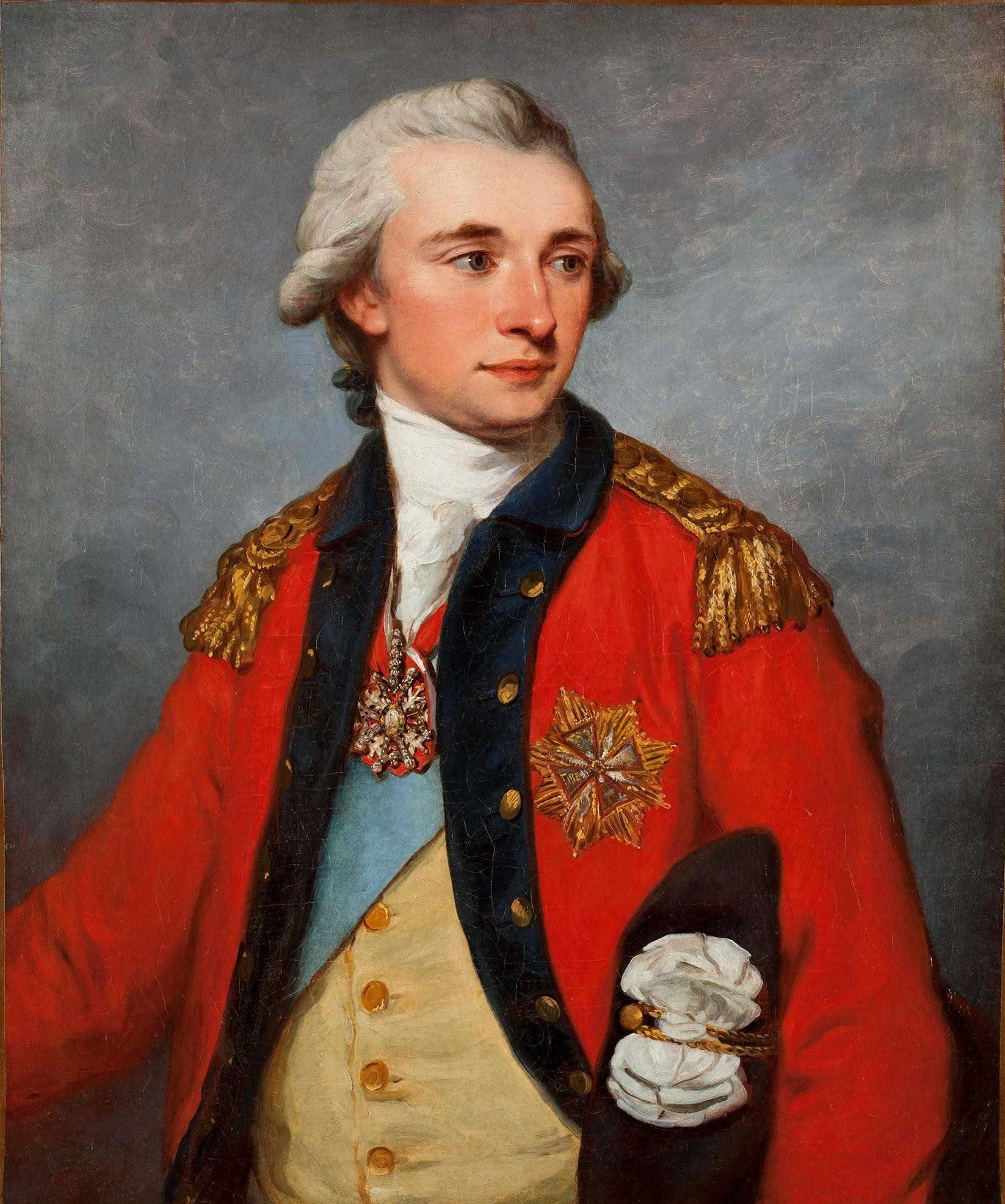
Angelika Kauffmann, Portret Stanisława Poniatowskiego z 1786 roku

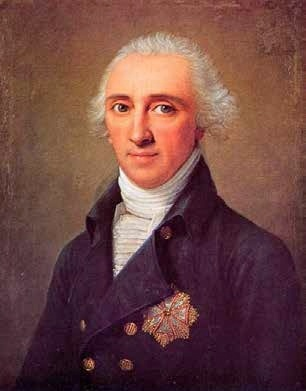
Portret Stanisława Poniatowskiego z ok. 1831 roku

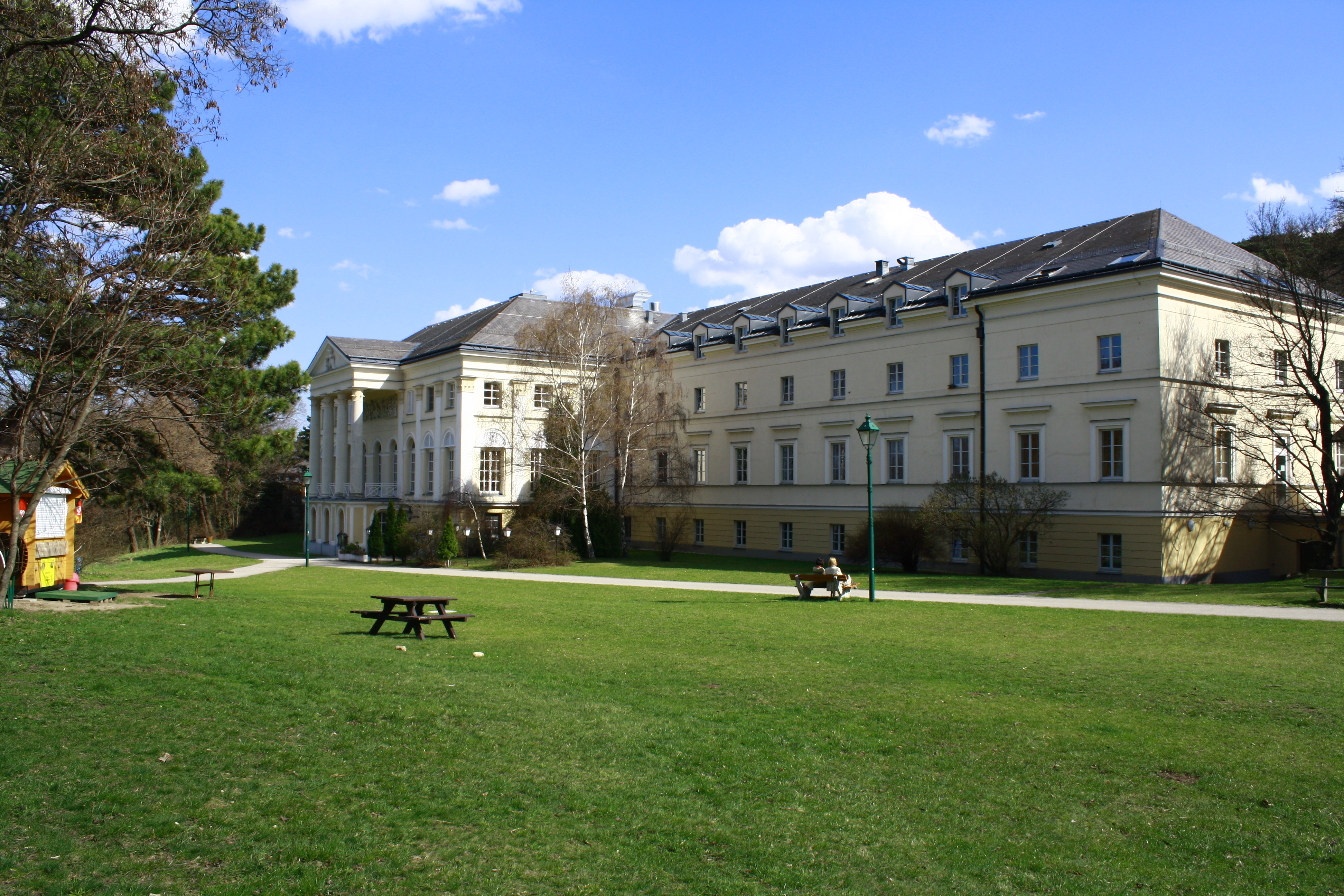
Pałac Liechtenstein zakupiony przez Stanisława Poniatowskiego w 1799 roku

Stanisław Poniatowski herbu Ciołek (ur. 23 listopada 1754 w Warszawie, zm. 13 lutego 1833 we Florencji) – książę, podskarbi wielki litewski, generał lejtnant wojsk koronnych, konsyliarz Rady Nieustającej w 1780 roku, członek konfederacji targowickiej, członek Komisji Edukacji Narodowej w latach 1776–1792, starosta kaniowski, bohusławski, korsuński i sinnicki w 1789 roku, kawaler maltański.

## Życiorys
Bratanek króla, syn Kazimierza i Apolonii Ustrzyckiej. Wiosną 1772 wyruszył w kilkumiesięczną podróż konną po Anglii, następnie studiował przez 8 miesięcy w Cambridge. W okolicach Warszawy na prawym brzegu Wisły miał kompleks dóbr z ośrodkiem w Górze i Nowym Dworze oraz przekazane mu przez króla: jurydykę Skaryszew i wsie Kamion, Grochów, Gosław i Kawęczyn, nabyte w r. 1780 od biskupstwa płockiego. W r. 1781 założył jurydykę w Kamionie. W 1778 roku został starszym Korsuna. Jest w Korsunie urządził swoją rezydencję. W roku 1782 nabył starostwo winnickie. W roku 1785 kupił dobra Horochów na Wołyniu.
Był posłem podlaskim na sejm 1776 roku. Poseł na sejm 1778 roku z ziemi warszawskiej. Poseł na sejm 1780 roku z ziemi warszawskiej.
Szef Regimentu Gwardii Pieszej Koronnej 1782-1789, starosta podolski, 1784-1791 podskarbi wielki litewski, wielokrotny poseł (wybrany marszałkiem stanu rycerskiego Rady Nieustającej na sejmie w 1780 roku, na którym bronił Kodeksu Zamoyskiego, od 1776 członek Komisji Edukacji Narodowej). Ulubieniec Stanisława Augusta, który starał się zapewnić mu – drogą układów z Katarzyną II następstwo tronu, wprowadzając w świat wielkiej polityki: m.in. w 1780 towarzyszył Katarzynie II podczas jej spotkania z Józefem II w Połocku i Mohylewie, następnie został mianowany marszałkiem Rady Nieustającej. Był członkiem konfederacji Sejmu Czteroletniego w 1788 roku. Konsyliarz Departamentu Skarbowego Rady Nieustającej w 1788 roku. W końcu 1790 r. złożył urząd podskarbiego w. litewskiego i inne godności cywilne i wojskowe, co nie zostało dobrze przyjęte przez opinię publiczną.
Należał do przywódców stronnictwa królewskiego, poparł Konstytucję 3 Maja jednak krytycznie oceniał jej trwałość i po jej ogłoszeniu po kilku miesiącach (w listopadzie 1791) wyjechał z kraju udając się do Wiednia, gdzie na życzenie Stanisława Augusta przeprowadził rozmowy z Leopoldem II i Kaunitzem mające na celu pozyskanie politycznego poparcia Austrii dla Polski i Konstytucji 3 maja. W dniu 17 października 1792 podpisał w Rzymie akces do konfederacji targowickiej. W 1794 roku kupił w Rzymie pałac przy via della Croce i rezydencję poza murami miasta przy via Flaminia. Mimo że był nieobecny Sejm grodzieński (1793) nominował go do Komisji Edukacji Narodowej. Do Polski wrócił w 1795 roku, jednak po kilku latach wyjechał do Włoch wyprzedając swoje polskie majątki.
Zainteresowany sztuką, założył w Warszawie szkołę malarstwa. Natomiast w swych rozległych dobrach na Ukrainie przeprowadził reformy czynszowe. Po rozbiorach i sprzedaży majątków na ziemiach polskich, mimo otrzymanego od Rosji tytułu rzeczywistego radcy stanu, osiadł w Austrii, a następnie w Rzymie, gdzie nabył willę przy Via Flaminia i zgromadził światowej sławy kolekcję obrazów, rzeźb i kamei (sprzedana 1826 Anglikowi Sykesowi), oraz znaczną część archiwum Stanisława Augusta.
We Włoszech, naprzeciwko jego rezydencji, mieszkała szewcowa Cassandra Luci, która była często bita przez męża. Znalazła ona ochronę w osobie Poniatowskiego, którego została kochanką. Pozostając, pomimo braku papieskiego pozwolenia na jej rozwód, w faktycznym związku mieli kilkoro nieślubnych dzieci. Dwie córki i trzech synów mogło zatem dziedziczyć nazwisko, ale nie tytuł książęcy. Konflikt na tym tle z Kurią Rzymską spowodował, że Poniatowski postanowił wyprowadzić się do Wielkiego Księstwa Toskanii znajdującego się pod panowaniem Habsburgów, gdzie przeprowadził skutecznie swoje zamierzenia.

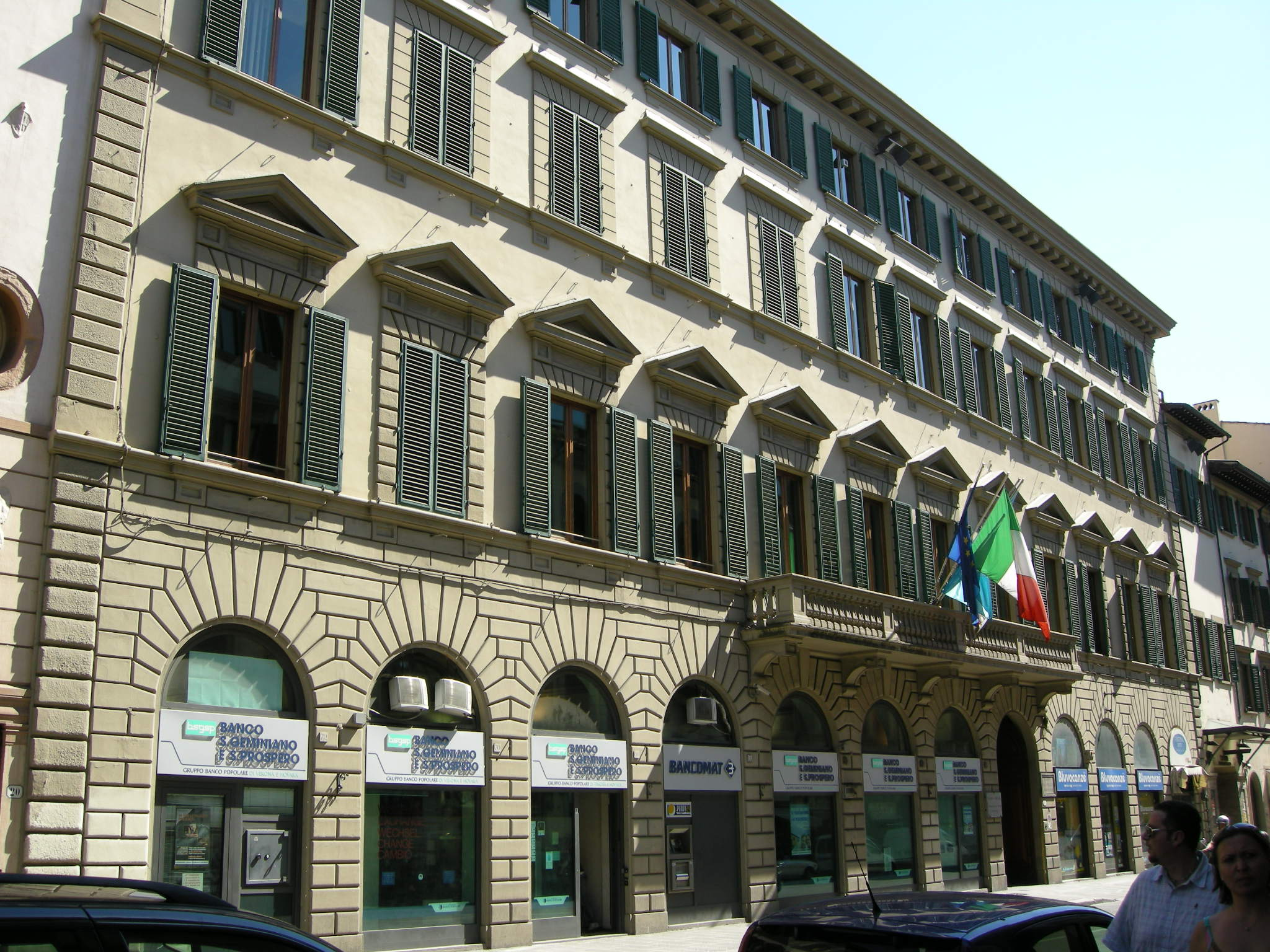
Palazzo Bastogni we Florencji

Pomiędzy latami 1820-1823 książę przeniósł się do Toskanii. W 1823 roku nabył Palagio delle Pini, starą willę w Rovezzano kilka kilometrów od Florencji. Również we Florencji w 1825 roku kupił Palazzo Capponi (znany też  jako Palazzo Bastogi), który stał się głównym domem rodziny i gdzie Poniatowski przeniósł swoją bogatą kolekcję dzieł sztuki. W tym samym czasie kupił Palazzo Guadagni na Via Ponte alle Mosse (znaną też jako Palazzo Poniatowski Guadagni), na którym do dziś widniej herb Poniatowskich. Poza Florencją książę kupił Villa Letizię w Livorno (znaną jako Villa Poniatowski) i Villa di Monterotondo (Villa Maurogordato) oraz stare opactwo San Lorenzo w Coltibuono w gminie Gaiole in Chianti koło Sieny.
Zmarł nagle 13 lutego 1833 roku.
Pochowany został w kościele w swoich dobrach Monte Rotondo, później ciało przeniesione zostało do kościoła Św. Marka we Florencji, gdzie synowie Karol i Józef wznieśli mu, wykonany w r. 1857 przez I. Villa, nagrobek. Zgodnie z życzeniem zmarłego przypominać on miał jego zasługi w czynszowaniu chłopów.

## Odznaczenia
- Order Orła Białego – Rzeczpospolita Obojga Narodów (1772)[13]
- Order Świętego Stanisława – Rzeczpospolita Obojga Narodów (1770)[13]
- Order Świętego Andrzeja – Imperium Rosyjskie (1777)[13]
- Kawaler Orderu Maltańskiego – Katolicki Wielki Przeorat w Rosji (1797)[14]

## Życie prywatne
W 1830 po owdowieniu Cassandra i książę zawarli ślub.
Książę spłodził dwóch synów, których status przed śmiercią zalegalizował: Józefa Michała, kompozytora operowego i dyplomatę włoskiego oraz francuskiego, oraz Karola. W 1848 obaj synowie księcia uzyskali włoski tytuł książęcy i zostawili istniejący współcześnie włosko-francuski ród książęcy Poniatowskich di Monte Rotondo.
Córki księcia wyszły za mąż za włoskich arystokratów, a jedna z wnuczek margrabianka Maria Anna di Ricci została żoną słynnego Aleksandra Walewskiego, naturalnego syna cesarza Napoleona I i Marii Walewskiej. Trzy lata później przebył jako ostatni uprawniony do tytułu.

## Twórczość
- opis podróży Dyaryusz podróży w roku 1784 na dniu 11 maja w kraje niemieckie przedsięwziętej. Rkps Zakładu Narodowego im. Ossolińskich, sygn. 1808/I; ed.: Stanisława księcia Poniatowskiego Diariusz podróży w roku 1784 w kraje niemieckie przedsięwziętej. Wyd. Jacek Wijaczka. Wyd. AŚ, Kielce 2002. «Prace Instytutu Historii Akademii Świętokrzyskiej w Kielcach», nr 30. ISBN 83-7133-160-6.
- pamiętnik, którego rękopis pt. Notices biographiques du Prince Stanislas Poniatowski écrites sous sa dicté znajduje się w archiwum Poniatowskich we Francji, zdeponowanym obecnie w Archives Nationales w Paryżu (wyd. J. Korzeniowski pt. Souvenirs du prince Stanislas Poniatowski w „Revue d’Histoire Diplomatique” T. 9: 1895 nr 4; przekład polski z drobnym uzupełnieniem tekstu i dodatkiem kilku innych pism i listów wyd. J. Łojek pt. Pamiętniki synowca Stanisława Augusta, W. 1979.